# Neuville-sur-Sarthe
 Neuville-sur-Sarthe  es una población y comuna francesa, situada en la región de Países del Loira, departamento de Sarthe, en el distrito de Le Mans y cantón de Le Mans-Nord-Campagne.

## Demografía
| 1079 | 1070 | 1121 | 1906 | 2121 | 2221 |
| Para los censos de 1962 a 1999 la población legal corresponde a la población sin duplicidades (Fuente: INSEE [Consultar]) |      |      |      |      |      |